# 諸寄車站
諸寄車站（日语：／ Moroyose eki */?）是一由西日本旅客鐵道（JR西日本）所經營的鐵路車站，位於日本兵庫縣美方郡新溫泉町諸寄，是JR西日本山陰本線沿線的一個無人小站。諸寄車站雖然是屬於近畿統括本部所管轄的範圍，但經該站的列車卻是由中國統括本部負責管理，是個比較特殊的狀況。

## 車站結構

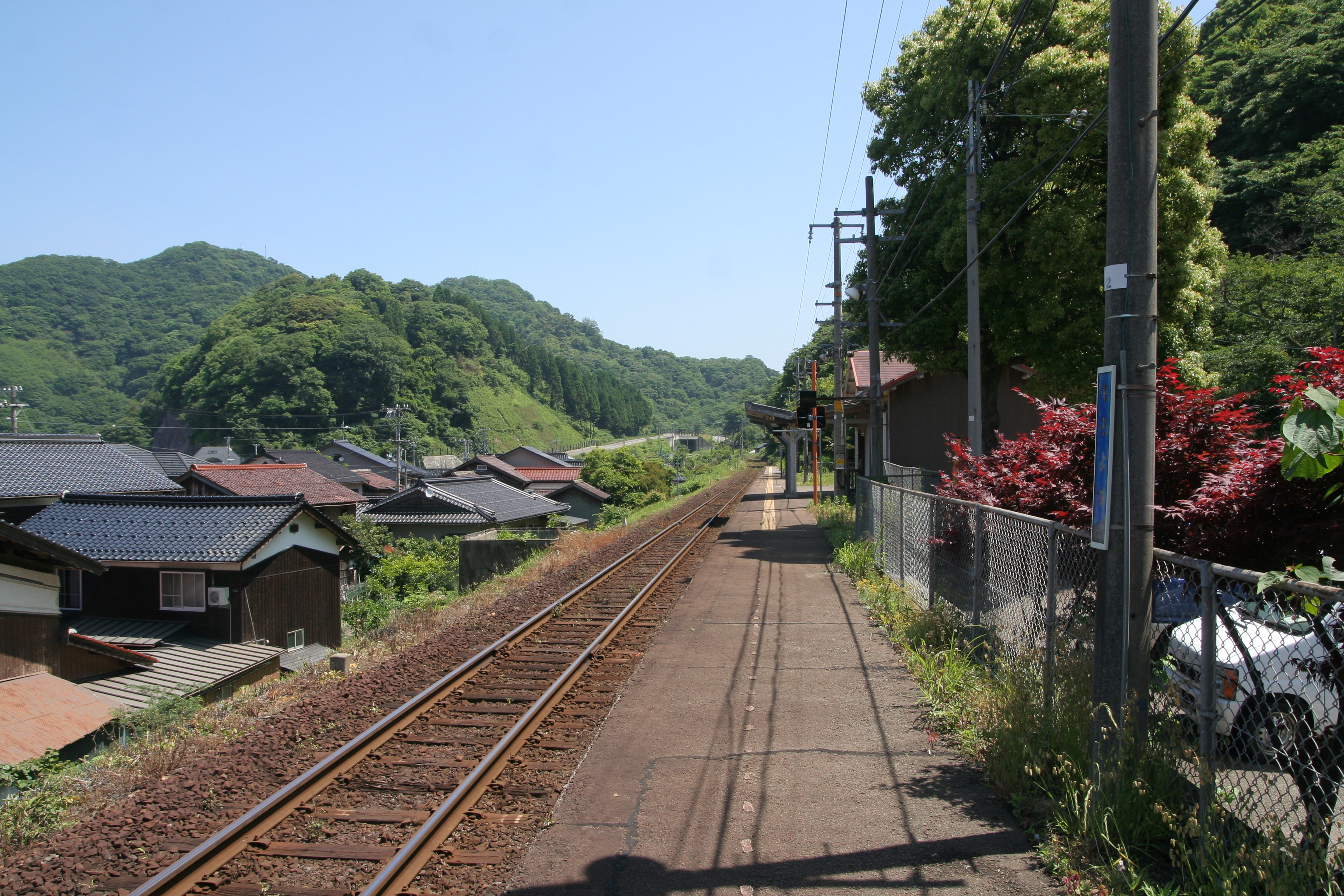
構內（濱坂方向，2010年6月9日）

鳥取方向左側的側式月台1面1線的地面車站（停留所）。棒線站，月台由往鳥取方向與往濱坂方向的列車共用。站舍為由豐岡站管理的無人站，不設自動售票機。

## 相鄰車站
西日本旅客鐵道
 山陰本線
■快速
濱坂－諸寄－東濱
■普通
濱坂－諸寄－居組